# Netřebice (okres Český Krumlov)
Obec Netřebice (německy Netrobitz, také Netrowitz) se nachází v okrese Český Krumlov, kraj Jihočeský. Žije zde 463 obyvatel. Netřebice patří do římskokatolické farnosti Velešín. Obec se nachází v ochranném pásmu národní kulturní památky - českého úseku bývalé koněspřežní železnice z Českých Budějovic do Lince.

## Části obce
- Netřebice
- Dlouhá
- Výheň

## Historie
První písemná zmínka o obci pochází z roku 1358. Osada patřila k hradu Pořešín, pak ji Rožmberkové připojili k novohradskému panství a s ním sdílela majitele až do poloviny 19. století. Při velkých vojenských manévrech, které se v údolí Malše uskutečnily v roce 1895 a které osobně řídil císař František Josef I., bylo sídlo generálního štábu v netřebické škole.  V letech 1938 až 1945 byly  v důsledku uzavření Mnichovské dohody přičleněny k nacistickému Německu tři tehdejší místní části Netřebic (Nová Hospoda, U Raka a U Nádraží).

## Pamětihodnosti
- Pomník 44 obětem vlaku smrti z druhé světové války a dvěma příslušníkům Rudé armády (z transportu zajatců), původně pomník obětem první světové války, před obeliskem hromadný hrob obětí vlaku smrti, u lesa u silnice do Kaplice[7][8][9]
- Kaplička svatého Jana Nepomuckého[10]
- Brzdový kámen, historická dopravní značka, na původním místě není, po vyvrácení byl rozlomen na dvě části, uložen v Kaplici.[11]
- Část náspu koněspřežní železnice s klenutým propustkem.[12]

## Galerie

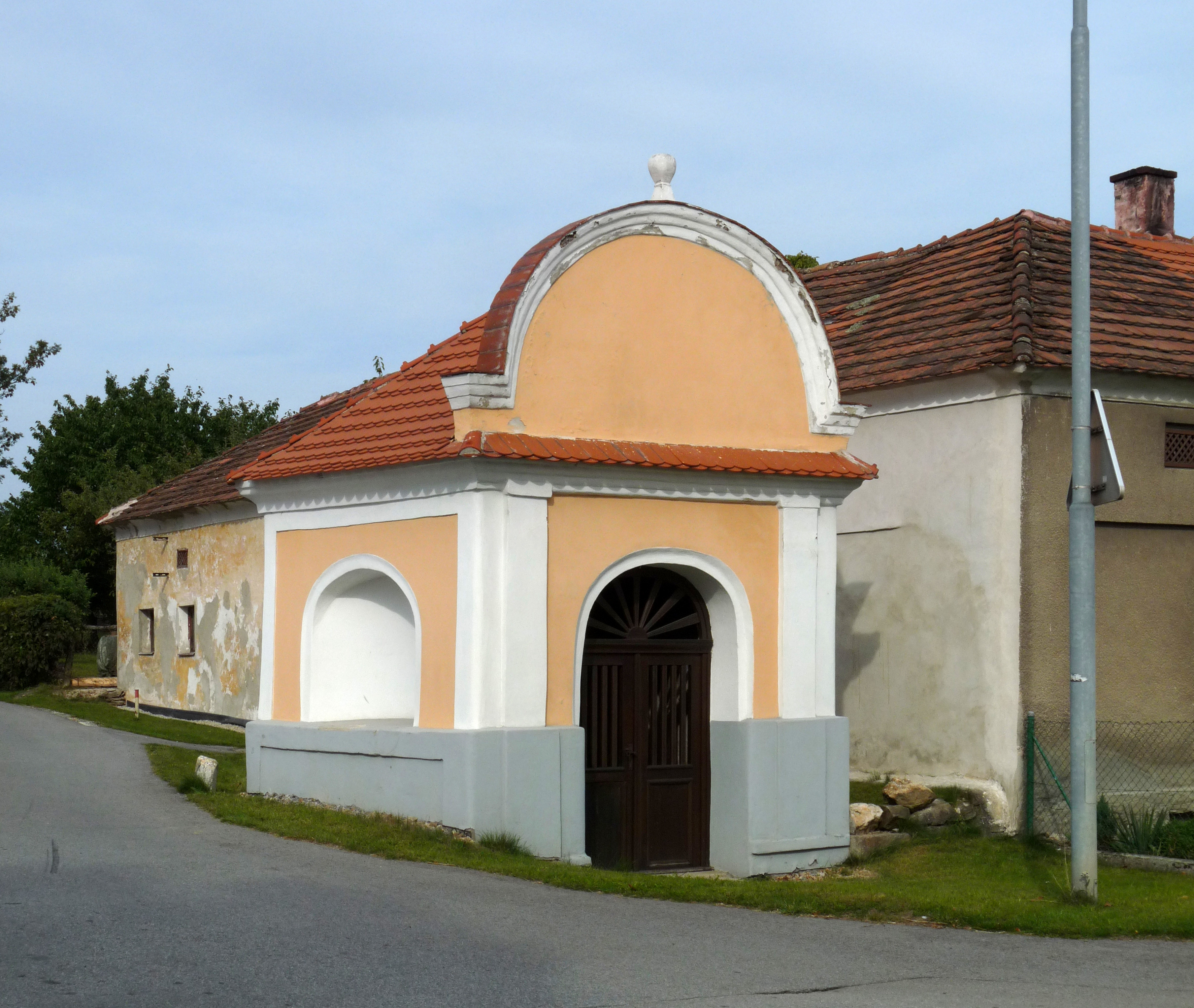
Kaple svatého Jana Nepomuckého
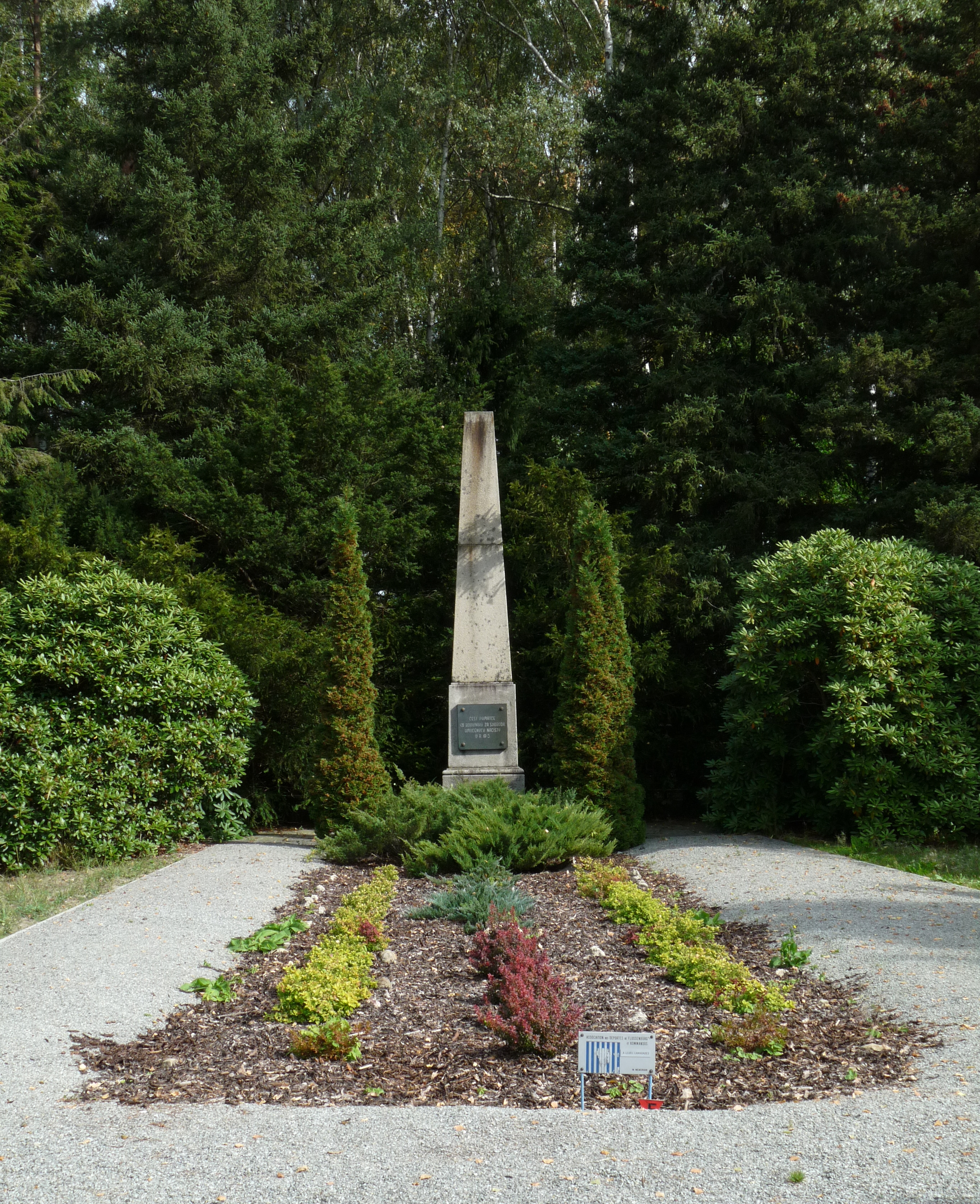
Pomník obětem vlaku smrti
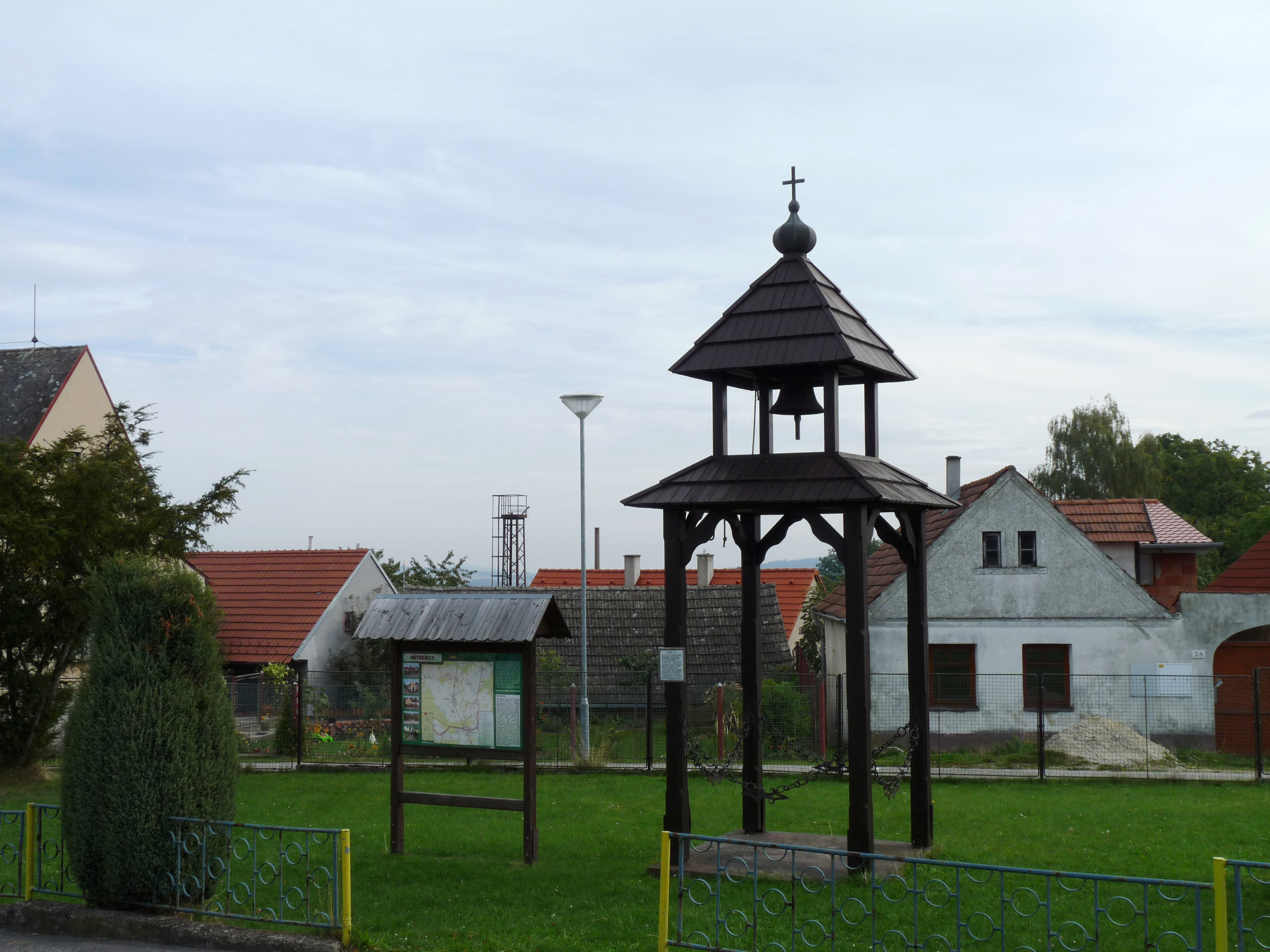
Zvonice v centru obce